# 宗慶寺
宗慶寺（そうけいじ）は、東京都文京区にある浄土宗の寺院。

## 歴史
浄土宗の僧侶聖冏上人が1415年（応永22年）に、この地で庵を編んだのが起源である。
その後、1621年（元和7年）､徳川家康の側室で松平忠輝の母である朝覚院の墓所となり､「吉水山朝覚院宗慶寺」と称して寺院化した｡ 
現在の建物は2015年10月竣工。設計は河原泰建築研究室。

## 寺宝等
- 阿弥陀如来像（本尊）
- 観音菩薩立像
- 勢至菩薩立像
- キリシタン灯籠
- 寿老人像（小石川七福神）

## 墓所
- 茶阿局(朝覚院)（徳川家康側室、本堂前に鎮座）
- 橋本実麗（公卿、伯爵。青山霊園に改葬）
- 伏原宣足（公卿、子爵）
- 野口勝一（ジャーナリスト、衆議院議員、野口雨情の叔父。本堂横に顕彰碑あり）
- 金子迪篤
- 荒木東一郎（経営コンサルタント）
戒名は鷹翔院殿東誉全能大居士

1976年の普請に際し、荒木東一郎が当時の住職に東京の墓地事情の見通しと対策を説き、「ロッカー式納骨堂」の設計構想を提唱し完成させた。そのため現在は墓地はなく、納骨堂のみである。

## 交通アクセス
- 茗荷谷駅より徒歩10分（経路案内）。
- 白山駅A1出口より徒歩13分（経路案内）。